# Lo más romántico de: Ha*Ash
Lo más romántico de es el segundo EP del dúo estadounidense Ha*Ash, integrados por las hermanas Ashley Grace y Hanna Nicole. Se lanzó sin aviso previo el 10 de febrero de 2021, bajo la distribución de Sony Music Latin. El EP consiste en una recopilación de seis canciones grabadas por el dúo en sus discos anteriores.

## Antecedentes y lanzamiento
Tras el lanzamiento de su quinto álbum de estudio 30 de febrero (2017), el dúo no publicó durante los años siguientes nuevo material discográfico, en octubre de 2018 lanzó su primer EP, Spotify Singles, de manera exclusiva para Spotify, que incluye unaversión de «Adiós amor» y la grabación acústica de «No pasa nada», convirtiéndose en el primer grupo de música latina en publicar bajo este concepto llevado a cabo por dicha plataforma. En diciembre, realizan su cuarto evento en el Auditorio Nacional durante la Gira 100 años contigo, el cual se grabó para el disco para el disco Ha*Ash: En vivo (2019).
La portada del disco consiste en una fotografía de 2017, realizada para la promoción de su álbum 30 de febrero. El 10 de febrero sin aviso previo, Sony Music México publicó el EP de manera digital para recopilar seis baladas del dúo grabadas para discos anteriores, incluyendo cuatro temas de su primer álbum en vivo Primera fila: Hecho realidad (2014), un tema de su quuinto álbum de estudio 30 de febrero (2017) y la inclusión de su sencillo debut «Odio amarte» de su álbum debut homónimo de 2003.

## Lista de canciones
Créditos adaptados de Apple Music.

| Lo más romántico de |                                                            |                                                |                                                   |          |  |
| N.º                 | Título                                                     | Escritor(es)                                   | Productor(es)                                     | Duración |  |
| 1.                  | «Lo aprendí de ti» (de Primera fila: Hecho realidad, 2014) | Ashley Grace · Hanna Nicole · José Luis Ortega | Tim Mitchell · George Noriega · Pablo De La Loza* | 3:17     |  |
| 2.                  | «Perdón, perdón» (de Primera fila: Hecho realidad, 2014)   | Ashley · Hanna · Ortega                        | Mitchell · Noriega · De La Loza*                  | 3:46     |  |
| 3.                  | «¿Qué hago yo?» (de Primera fila: Hecho realidad, 2014)    | Soraya                                         | Mitchell · Noriega · De La Loza*                  | 3:32     |  |
| 4.                  | «Ex de verdad» (de Primera fila: Hecho realidad, 2014)     | Ashley · Hanna · Beatriz Luengo · Antonio Rayo | Mitchell · Noriega · De La Loza*                  | 4:07     |  |
| 5.                  | «No pasa nada» (de 30 de febrero, 2017)                    | Ashley · Hanna · Ortega                        | George Noriega · Hanna Nicole*                    | 3:14     |  |
| 6.                  | «Odio amarte» (de Ha*Ash, 2003)                            | Ashley · Hanna · Áureo Baqueiro                | Áureo Baqueiro                                    | 3:30     |  |
| 21:29               |                                                            |                                                |                                                   |          |  |

## Créditos y personal
Créditos adaptados de las notas del álbum.

### Voz e instrumentos
- Ashley Grace: voz (1-6)
- Hanna Nicole: voz (1-6), piano (2-3)
- Pablo De La Loza: voces de fondo (2-4), teclados (1, 4)
- Tim Mitchell: voces de fondo (2-4), guitarra (1-4)
- Uri Natenzon: bajo (1-4)
- Ben Peeler: guitarra (3), lap steel guitar (1-2, 4)
- Ezequiel Ghilardi: batería (1-4)
- George Noriega: teclados (5), guitarra (5)
- Matt Calderín: batería (5)
- Pete Wallace: teclados (5)
- Armando Ávila: bajo (6), guitarra acústica (6), guitarra eléctrica (6), teclado (6)
- Áureo Baqueiro: teclado (6)
- Pepe Damián: batería (6)

### Productores y técnicos
- Hanna Nicole: coproducción (5)
- Tim Mitchell: producción (1-4), programador (1-4), arreglos (1-4), ingeniería adicional (1-4)
- George Noriega: producción (1-5), programador (1-5), arreglos (1-4), ingeniería adicional (1-4), supervisión musical (5), ingeniería de grabación (5)
- Pablo De La Loza: coproducción (1-4), programador (1-4), arreglos (1-4), ingeniería adicional (1-4)
- Brad Blackwood: maestro de ingeniería (1-4)
- Juan Pablo Fallucca: ingeniería de grabación (1-4)
- Charles Dye: ingeniería de mezcla (1-4)
- Emily Lazar: ingeniería de masterización (5)
- Adrián Morales: asistente de ingeniería (5)
- Rob Wells: ingeniería de grabación (5)
- Diego Contento: ingeniería de grabación (5)
- Dave Clauss: ingeniería de mezcla (5)
- Pete Wallace: programación (5
- Áureo Baqueiro: producción (6), ingeniería de grabación (6), arreglo musical (6)
- Armando Ávila: ingeniería de grabación (6), arreglo musical (6)
- Rodolfo Cruz: ingeniería de grabación (6), mezcla (6)
- Luis Gil: masterización (6)

## Historial de lanzamiento
| País   | Fecha                 | Formato                      | Discográfica     | Ref   |
| ------ | --------------------- | ---------------------------- | ---------------- | ----- |
| Varios | 10 de febrero de 2021 | Descarga digital · streaming | Sony Music Latin | [ 1 ] |